# Dart 12 HP
Der Dart 12 HP ist ein nur 1910 hergestellter US-amerikanischer Highwheeler, der von einem Motorenhersteller in kleinster Stückzahl produziert worden ist.

## Beschreibung
Hersteller war die Dart Manufacturing Company aus Anderson in Indiana.
Laut zweiter Quellen war 1910 das einzige Verkaufsjahr des Fahrzeugs. Dabei bleibt allerdings unklar, ob das Kalenderjahr oder das Modelljahr 1910 gemeint ist. Es ist das einzige Fahrzeugmodell dieses Herstellers.
Das Fahrzeug wurde nur als motorisiertes Fahrgestell angeboten. Der Kunde musste sich selber um eine Karosserie kümmern. Das war indes unproblematisch, weil sie von jedem lokalen Kutschen- oder Fuhrwerkbauer angefertigt werden konnte. Der einzige erhaltene Wagen ist als zweisitziger Runabout bzw. Phaeton aufgebaut.
Die Modellbezeichnung weist auf eine errechnete Leistung von 12 HP nach A.L.A.M.-Formel hin.
Dies war eine damals übliche, allerdings sehr ungenaue Methode zur Berechnung (nicht: Messung) der Leistung. Eine Quelle gibt 10 PS an.
Das Fahrzeug hat einen luftgekühlten Zweizylindermotor mit 1699 cm³ Hubraum. Die Bohrung beträgt 103,1875 mm (4,0625 Zoll), der Hub 101,6 mm (4 Zoll).
Die Kraft des Motors wird über ein Planetengetriebe
auf eine Vorgelegewelle und von dieser mittels je einer Antriebskette auf jedes Hinterrad übertragen.  
Der Radstand beträgt 1778 mm (70 Zoll).
Internetquellen sehen eine Verbindung zur Marke Lindsley von der J. V. Lindsley Auto Chassis Company sowie zur Dowagiac Motor Car Company.
Ein Fahrzeug existiert noch. Es wurde 2015 für 14.300 US-Dollar und 2019 für 46.750 Dollar versteigert.